# Penrith-skatten
Penrith-skatten er et depotfund fra 900-tallet bestående af keltiske brocher fundet ved Flusco Pike, Newbiggin Moor, nær Penrith i Cumbria. Den største "tidsel-broche" blev fundet i 1785 og der blev fundet endnu én i 1830, men størstedelen af genstandene blev fundet i to grupper tæt på hinanden af arkæologer i 1989. Det er uvist om alle genstandende oprindeligt har været en del af den samme samling, men det er sandsynligt at i hvert fald brocherne var. Skatten er blev nedlagt omkring år 930.
Fundet er i dag udstillet på British Museum i London.